# 小行星20000

伐樓拿（藍）和冥王星（紅）的軌道

伐楼拿（20000 Varuna）是一顆巨大的古柏帶天體，由美国天文学家羅伯特·S·麥克米倫于2000年在美国亚利桑那州发现，發現時的臨時名稱為2000 WR106，並且已經在1953年的乾板上追溯到其蹤跡，是矮行星的候選者之一。
伐樓拿是印度神话中天空，雨水及天海之神，他亦是掌管法規與陰間的神。

## 軌道
伐樓拿繞太陽運行的平均距離為42.7天文單位（63.9億公里；39.7億英里），繞太陽一周需279年。伐樓拿的公轉軌道接近圓形，軌道偏心率較低，為0.056。由於軌道偏心率較低，與太陽的距離在軌道運行過程中略有變化。伐樓拿與海王星的最小可能距離（MOID）為12.04天文單位。在軌道運行過程中，伐樓拿與太陽的距離範圍從近日點40.3天文單位到遠日點45.1天文單位。伐樓拿的軌道與黃道面的傾角為17度，與冥王星的軌道傾角相似。 伐樓拿於1928年通過近日點，目前正在遠離太陽，預計2071年將接近遠日點。
伐樓拿的軌道近乎圓形，距離太陽約40至50天文單位，被歸類為經典柯伊伯帶天體（KBO）。伐樓拿的公轉軌道半長軸為42.8天文單位，與其他大型經典柯伊伯帶天體，例如創神星（a=43.7天文單位）與鳥神星（a=45.6天文單位）相似，儘管軌道傾角等其他特徵差異很大。伐樓拿屬於經典柯伊伯帶天體中「動態熱」類的成員，這意味著公轉軌道傾角大於4度，這是該類天體中動態冷成員的最大傾角。
伐樓拿為一顆經典的柯伊伯帶天體，與海王星並不處於軌道共振狀態，也不會受到海王星的任何顯著擾動。